# 科尔韦勒

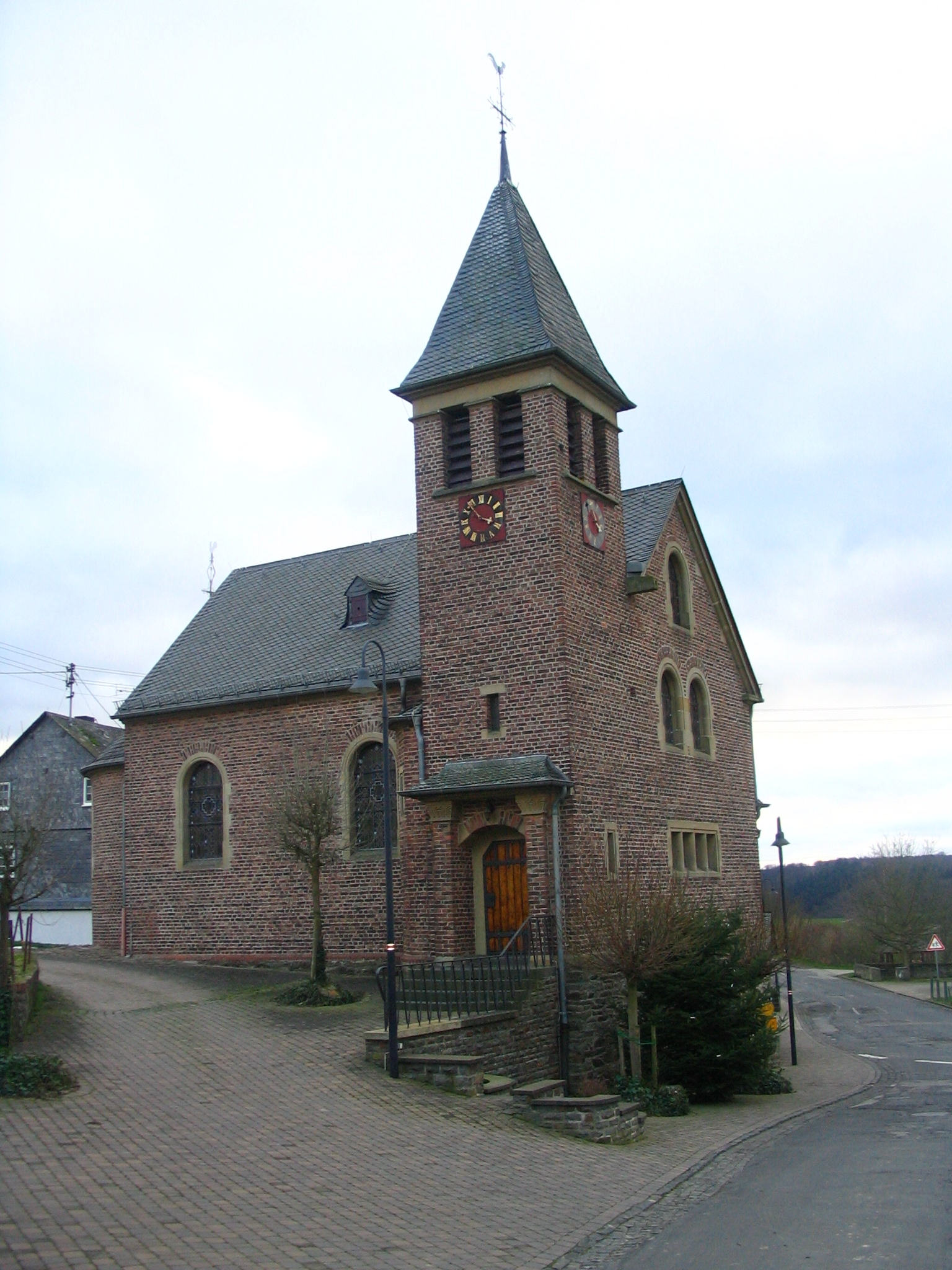

科尔韦勒是德国莱茵兰-普法尔茨州的一个市镇。总面积2.43平方公里，总人口83人，其中男性41人，女性42人（2011年12月31日），人口密度34人/平方公里。